# Graham Oliver
Graham Oliver (Mexborough, 6 luglio 1952) è un chitarrista britannico, noto per avere militato nei Saxon.

## Biografia
Nel 1976 fonda con il bassista Steve Dawson i Son of a Bitch, che l'anno seguente sarebbero diventati i Saxon. Dopo aver lasciato i Saxon nel 1995 rifonda assieme a Dawson e a Pete Gill (anche lui compagno di quei giorni) i Son of a Bitch, con i quali produce l'album Victim You, rimasto ignorato. Con un parziale cambio di formazione il gruppo diviene Oliver/Dawson Saxon, continuando a fare tour presentando le vecchie canzoni dei Saxon. Nel contempo Oliver registra anche una prova solista intitolata End of an Era.
Nel 2003 si unisce ad un gruppo di tributo ai T-Rex, i T. Rex (A Celebration of Marc and Mickey).
Nel 2005 forma il gruppo rock Tempest (dove milita anche il figlio Paul "Rocky" Oliver), con il quale incide un album a fine 2006.
Nel corso del 2006 ha effettuato una serie di concerti in Europa con una formazione blues rock chiamata Twin Dragons, con l'ex chitarrista di Vasco Rossi Andrea Braido, Nathaniel Peterson dei Savoy Brown, l'ex bassista di Ian Gillan e dei Samson John McCoy e Pete Gill alla batteria. Ha inoltre lavorato al primo disco in studio degli Oliver/Dawson Saxon, Whippin' Boy.
Nonostante abbia abbandonato i Saxon da più di dieci anni il suo nome è ancora legato a quello del vecchio gruppo dove il suo stile chitarristico aggressivo (rilevabile soprattutto nei riff rocciosi di propria creazione, come per esempio quello di Dallas 1 PM) si combinava perfettamente con quello di Quinn, più melodico; tra i suoi assoli più rappresentativi vi sono quelli di Heavy Metal Thunder, Dallas 1 PM, Princess of the Night (assolo finale), Wheels of Steel, Denim and Leather, Broken Heroes e Frozen Rainbow.
Recentemente è diventato endorser della Vintage Guitars, azienda britannica costruttrice di chitarre Indie.

## Discografia

### Saxon
- 1979 - Saxon
- 1980 - Wheels of Steel
- 1980 - Strong Arm of the Law
- 1981 - Denim and Leather
- 1982 - The Eagle Has Landed
- 1983 - Power & the Glory
- 1984 - Crusader
- 1985 - Innocence Is No Excuse
- 1986 - Rock the Nations
- 1988 - Destiny
- 1989 - Rock 'n' Roll Gypsies
- 1990 - Greatest Hits Live
- 1990 - Solid Ball of Rock
- 1992 - Forever Free'
- 1995 - Dogs of War
- 1999 - BBC Sessions
- 2000 - Live at Donnington 1980

### Son of a Bitch
- 1996 - Victim You

### Oliver/Dawson Saxon
- 2000 - Re://Landed
- 2003 - It's Alive
- 2006 - Whippin' Boy

### Graham Oliver
- 2001 - End Of An Era

### Tempest
- 2006 - Goodbye to Yesterday